# Malta en el Festival de la Canción de Eurovisión Junior 2018
Malta participará en el Festival de Eurovisión Junior 2018, seleccionando su representante mediante una preselección televisada el 8 de septiembre de 2018, llamada Malta Eurovision Song Contest 2018.

## Malta Eurovision Song Contest 2018
La preselección tendrá lugar el día 8 de septiembre de 2018. Constará de dieciséis artistas, cada uno con una canción propia.
| Artista              | Canción                    | Compositores                                                                     |
| -------------------- | -------------------------- | -------------------------------------------------------------------------------- |
| Giorgia Borg         | "10"                       | Muxu, Gillian Camenzuli Kerr                                                     |
| Thea Aquilina        | "Back to My Freedom"       | Bruce Robert Francis Smith, Ylva Persson, Linda Persson, Rickard Bondel Truumeel |
| Isaac Tom            | "Bonfire Nights"           | Emil Calleja Bayliss, Dario Bezzina, Isaac Tom                                   |
| Yarin Coleiro        | "Can You Be the One"       | Muxu, Cyprian Cassar                                                             |
| Kylie Meilak         | "Crystals"                 | Muxu, Elton Zarb                                                                 |
| Lora Grech           | "Finish Line"              | Muxu, Elton Zarb                                                                 |
| Jahel Cardona        | "Home"                     | Muxu, Cyprian Cassar                                                             |
| Riona Degiorgio      | "Infinity"                 | Muxu, Dominic Cini                                                               |
| Ela                  | "Marchin’ On"              | Emil Calleja Bayliss, Cyprian Cassar, Ela Mangion                                |
| Eliana Gomez Blanco  | "Music Takes Control"      | Muxu, Cyprian Cassar                                                             |
| Kristy Spiteri       | "Nann"                     | Ritienne Frendo, Cyprian Cassar & Mark Scicluna                                  |
| Luana Schembri       | "No Rest For The Wicked"   | Emil Calleja Bayliss, Philip Vella, Luana Schembri                               |
| Albert-Lauren Agius  | "Paper Boats"              | Emil Calleja Bayliss, Cyprian Cassar, Albert-Lauren Agius                        |
| Zaira Mifsud         | "Shout Now"                | Muxu, Cyprian Cassar                                                             |
| Katryna & Rihana     | "The Puppet and the Clown" | Christoper Azzopardi, Kaya, Katryna Borg, Rihana Azzopardi                       |
| Aiden Aquilina Cohen | "Wherever You Go"          | Muxu, Cyprian Cassar                                                             |